# Јеврејско гробље у Земуну
Јеврејско гробље у Земуну је гробље који се налази у оквиру Земунског гробља. Основано је 1739. године и као такво једно је од најстаријих јеврејских гробља у Србији.

## Историјат
У Земуну је постојала ашкенаска и сефардска јеврејска општина.
Јевреја је у Земуну било већ у 17. веку. За време борби за Београду, Аустријанци су све земунске Јевреје 1688. године депортовали у Осијек, где се формира први логор у Срему за Јевреје. Земунско јеврејско гробље је једно од најстаријих у овом делу Србије и на њему је сачуван знатан број спомен-обележја. На једном старом споменику може се разазнати да потиче из 1746. године.
Рачуна да су прве ашкенаске и сефардске породице од 1717. године боравиле у Београду као делу Аустрије, који су 1739. године морале да напусте и пређу у Аустрију, односно Немачку. Око двадесетак породица се настанило у пограничном Земуну, где су сви Јевреји сачињавали општину која је имала судије и црквене оце, школу и синагогу, као и посебно гробље, које се налазило у северозападном делу данашњег земунског гробљанског комплекса.

## Опште информације
Земунско јеврејско гробље се налази у старом делу Земуна. Прва сахрањивања су забележена у периоду оснивања земунске општине 1740. године.
Споменици који су смештени на десној страни од улаза на гробље, датирају из с почетка 19. века. Нико од сахрањених на том месту нема живих потомака.
На најстаријем делу гробља се налази једини сачувани споменик предака Теодора Херцла, који су били староседеоци Земуна. Споменик његовог деде, Симона Херцла је централно место окупљања циониста из целог света.
На највишој заравни гробља, са које се пружа поглед на цело гробље, данас се налази спомен-обележје на њих 574 припадника Земунске јеврејске општине, односно 90% чланова јеврејске заједнице у Земуну, који су насилним путем изгубили живот у Другом светском рату. Кенотаф је израђен у облику зарубљене тростепене пирамида од сивог камена са чије су све четири стране, по азбучном реду, записана имена настрадалих (187) у концентрационим логорима код Јасеновца и Старе Градишке. Споменик је поставила јеврејска заједница у Земуну 1948. године. Код споменика се одржавају комеморативни скупови, првенствено 27. јула, на дан када су  године земунски Јевреји депортовани у логоре (1942). Тада се, уз прописани верски обред и говор, прочитају и имена покојника, у знак сећања на невине жртве.
Јеврејско гробље у Земуну је током Другог светског рата служило за масовно сахрањивање жртава из логора на Старом Сајмишту. Свакога дана после 22 сата из логора на Старом Сајмишту, на гробље су довожена мртва или полумртва тела. У благој удолини гробља, Савез бораца Другог светског рата је 1956. године поставио споменик „Жртвама фашистичког терора 1941–1945“. Посебан део гробља означено је као место на коме су сахрањивани утопљеници. Већина је убијена у Новом Саду, током Новосадске рације, а затим бачена у Дунав.
Тридесетак делова споменика са најстаријег дела гробља је премештено 1978. и постављено у три реда.
На једном делу гробља налази се гробница у коју су сахрањивани муслимани из Босне, припадници Ханџар дивизије, регрутовани за слање на Источни фронт, који су умрли природном смрћу током боравка у сабирном прихватилишту код Железничке станице у Земуну.
Земунско гробље на Гардошу је културно добро и споменик културе, а јеврејски део гробља је најстарији културно-историјски споменик Земуна.
Подручје Јеврејског гробља у Земуну поседује веома богату и разнолику дендрофлору, коју чине многобројне лишћарске, четинарске и жбунасте врсте дрвећа. Дрвеће је углавном сконцентрисано око пешачких стаза у виду обостраних дрвореда и истовремено представља и спољашњу границу гробља.
Камена обележја на гробљу имају карактеристичне облике, од древних (заветне плоче) до модерних и репрезентативних, као што је споменик на гробници привредника Габријела Полгарa (1915). На њима се помињу презимена: Брандајс, Леви, Саламон, Коен, Голдштајн, Хиршл, Хајм, Шер, Векслер и други. Међу њима су књижевник и публицист Ото Бихали-Мерин (1993) и брат Павле (1941), индустријалац Мавро Биндер (1927), Мосес Албахари (1897) и лекар Исак Исахар (1912). На истакнутом месту је пирамида с записом Жртвама фашизма 1941 – 1945. Она подсећа на 540 припадника земунске Јеврејске општине, који су живот изгубили у логорима Јасеновац и Стара Градишка. Овде почива и академик Иван Клајн (1937—2021).